# Ksenija Sitnik
Ksenija Sitnik (bjeloruski: Ксенія Сітнік) (Mazur, 15. svibnja 1995.), pjevačica iz Bjelorusije.
Pobijedila je na trećoj dječjoj pjesmi Eurovizije 2005. Majka joj je direktorica glazbene škole UMES. Nastupala je po Poljskoj, Rusiji i Bjelorusiji. Vrhunac joj je bio neočekivana pobjeda s pjesmom Mi vmeste (Mi smo zajedno). Imala je tri boda više Antonia Joséa iz Španjolske.

## Vanjske poveznice
- Službena stranica